# Johan Gunnar Andersson
Johan Gunnar Andersson (även kallad Kina-Gunnar, An Tesheng, Antesheng, kinesiska: 安特生) född den 3 juli 1874 i Knista socken i Närke, död den 29 oktober 1960 i Hägersten i Stockholm, var en svensk arkeolog, paleontolog och geolog, internationellt känd främst för sina banbrytande arkeologiska upptäckter i Kina och som grundare av Östasiatiska museet i Stockholm. Han blev känd under smeknamnen "Kina-Gunnar" och "Kina-Andersson".
Andersson var gift två gånger. Först med Signe Bergner 1905-1919, och sedan med Elsa Rosenius 1923-1935. I sitt första gifte fick han dottern Margareta (1908). Dessutom hade Andersson två utomäktenskapliga barn innan han gifte sig, Olof Gunnarsson Lundvall (1899) och Anna Gunhild Johansson (1900).

## Utbildning och karriär
Gunnar Andersson var enda barn till lantbrukarna Johan Andersson och Hedvig Lekberg. Redan som 25-åring var han 1898 med i Nathorsts vetenskapliga expedition till Spetsbergen där de utforskade Kong Karls land och Vitön. Med fartyget Antarctic genomförde de den första kringseglingen av Svalbard på svensk köl. Andersson genomförde i sammanhanget också 1899 en egen expedition till Björnön, som han sedan baserade sin doktorsavhandling på. 1901 blev han docent i geologi vid Uppsala universitet.
Andersson reste med Otto Nordenskjöld på den första svenska Antarktisexpeditionen (1901- 1903) på "Antarctic" som andreman. På nedresan anlöpte de Sydgeorgien, och det berättas att det var Andersson som kom på namnet Grytviken, då där låg en massa gamla grytor för trankok och skräpade. I sin egen bok "Antarctic" är Andersson mera oprecis och antyder att namngivningen var kollektiv: "Vi gåvo åt denna lilla idealiskt trygga hamn namnet Grytviken".Antarctic lämnade expeditionen på Antarktiska halvön över sommaren, men förliste i skruvisen på återvägen, så expeditionen blev tvungen att övervintra i Antarktis. Dessutom hade Andersson med en grupp på tre forskare hamnat på en annan ö, där de nödgades bygga en liten stenhydda och leva på pingviner tills räddningsexpeditionen kom fram följande år. En ö i Antarktis, Andersson Island, har sedermera uppkallats efter honom.
År 1906 blev han med professors namn tillförordnad chef för Sveriges geologiska undersökning. Han blev ledamot av Lantbruksakademien 1908 och Vetenskapsakademien 1911. År 1914 anställdes han av den kinesiska regeringen för malmgeologiska undersökningar, som ledde honom in på paleontologiska etnologiska och arkeologiska forskningar rörande Kinas dittills okända förhistoria vilka gjorde honom internationellt och nationellt berömd. Han var 1914-1925 knuten till Kinas geologiska undersökning (National Geological Survey; Dizhi kaochasuo). Som modernare forskning visat tjänade Andersson samtidigt svenska industriintressen med ambitionen att kontrollera den kinesiska gruvnäringen, handeln med järn och stål, samt så småningom olja.
År 1925 blev Andersson professor i geologi vid Stockholms högskola. 1926 fick han en personlig professur i östasiatisk arkeologi och blev samtidigt utnämnd till föreståndare för det nyinrättade museet Statens östasiatiska samlingar, sedan dess internationellt berömt som "Museum of Far Eastern Antiquities". Dessa utgör nu Östasiatiska museet. 

## Forskargärning

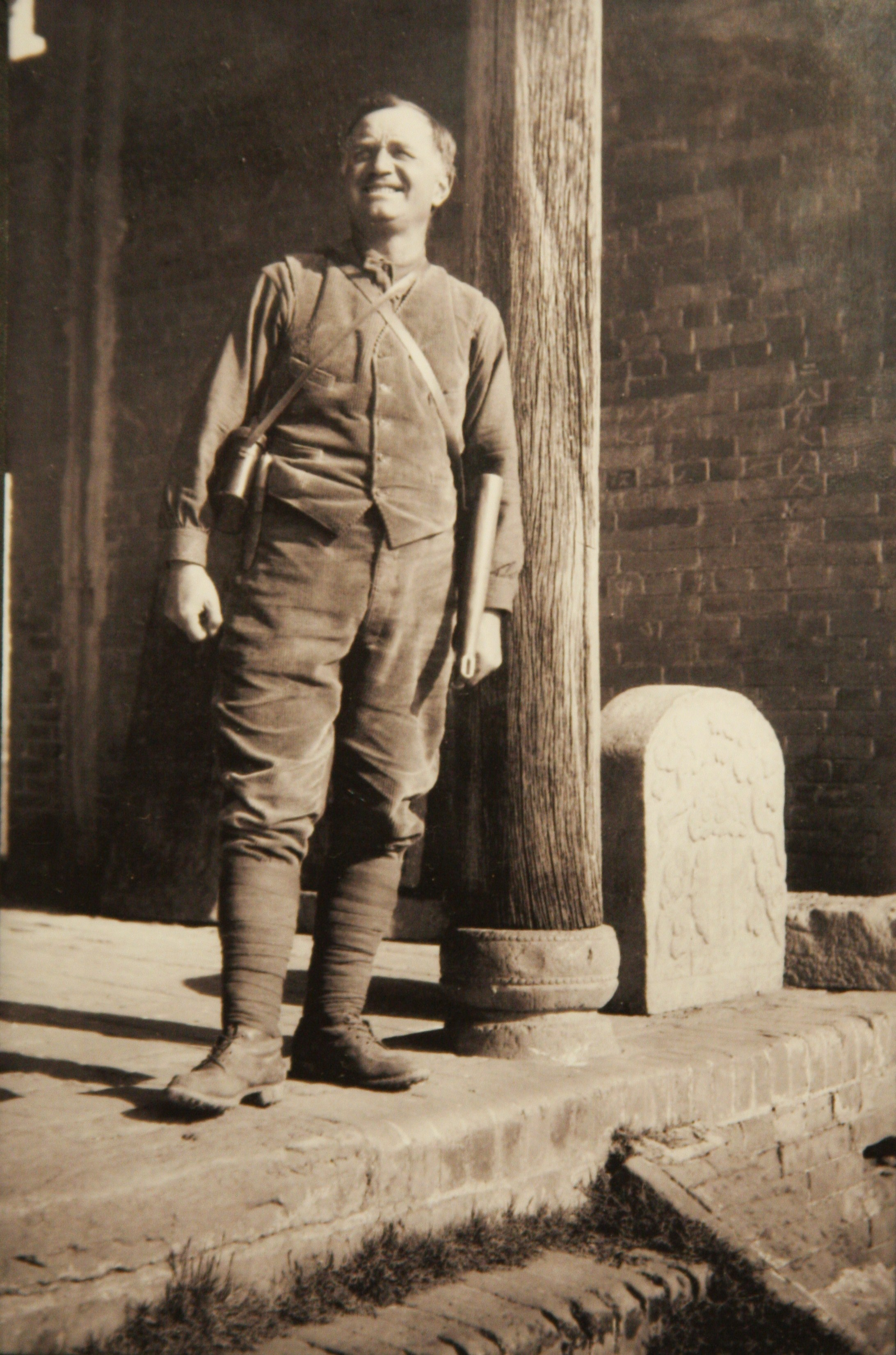
Johan Gunnar Andersson i Henan 1918.

Andersson var en nyckelfigur i arkeologins begynnelse i Kina på 1920-talet. I Sverige var han berömd som Kina-Gunnar. (Hans kinesiska namn var An Tesheng, 安特生). Efter studier vid Uppsala universitet och forskning i polarregionerna, hade Andersson blivit chef för Sveriges geologiska undersökning. 1914 inbjöds han att bli rådgivare för den kinesiska regeringen och knöts till den nyinrättade kinesiska National Geological Survey (Dizhi kaochasuo, d.v.s. Kinas geologiska undersökning) som byggts upp av och leddes av V. K. Ting och Weng Wenhao (Wong Wen-hao), som blev Anderssons chefer och nära vänner. Under denna tid hjälpte Andersson till att utbilda Kinas första generation geologer, och upptäckte dessutom järnmalmsfyndigheter och andra resurser som blev till nytta för den unga kinesiska industrin. Han gjorde samtidigt en hel del geologiska och paleontologiska upptäckter. Sedan upptäckte han, tillsammans med kinesiska kollegor, bland andra Yuan Fuli, dittills helt okända förhistoriska (neolitiska) kulturlager i Henanprovinsen i centrala Kina, längs med Gula floden. Lämningarna kallades Yangshaokulturen efter den by i Mianchi härad, där de först grävdes fram, år 1921.
Detta blev världssensation, eftersom inga sådana upptäckter av en kinesisk förhistoria gjorts tidigare trots att detta var mitt i Kinas historiska centrum. Från och med denna tid kom Anderssons karriär att fokuseras på arkeologi. De följande åren, 1923-24, genomförde Andersson som pionjär arkeologiska utgrävningar i provinserna Gansu och Qinghai, ånyo tillsammans med kinesiska kollegor. Vid sidan om sina huvuduppgifter skänkte han under perioden 1919-1925 nästan årligen omfattande samlingar av ryggradsdjur till Naturhistoriska riksmuseet. Han publicerade en rad böcker och vetenskapliga rapporter om kinesisk arkeologi, de senare oftast i Östasiatiska museets årsskrift, som han grundade 1929 (Bulletin of the Museum of Far Eastern Antiquities). Anderssons mest kända populära bok om hans tid i Kina är Den gula jordens barn, 1932, som är översatt till flera språk, bland annat japanska, koreanska och engelska (Children of the Yellow Earth, 1934, omtryckt 1973).
Andersson är dessutom berömd för sin roll i ytterligare en upptäckt, av de långt mycket äldre lämningarna av paleolitiska människor, "Pekingmannen", vid Zhoukoudian utanför Peking, en fyndplats som först identifierades av Andersson år 1921 men grävdes ut av andra forskare, bland annat Otto Zdansky.

## Tillbaks i Kina, 1926-1927
Andersson reste till Peking 1926 och var framme 11 augusti tillsammans med Erik Nyström och Axel Lagrelius. Han stannade i nio månader och under denna tid hade han flera uppgifter. Den svenska kronprinsen Gustaf Adolf hade gift sig med Louise Mountbatten 1923 och de gjorde en jordenruntresa, den så kallade "Stora resan" 1926-1927, som tog dem till östasien och Andersson hade hjälpt till att planera resan. Andersson bokade in kronprinsparet på Grand Hotel de Peking där de bodde från 17 oktober till 11 november. Han var sedan med vid flera av parets resor i landet under denna tid, bland annat till Shanxi och även Shanghai. I Peking besökte de museer i den förbjudna staden och sommarpalatsen runt Peking. 
En stor konferens hölls 22 oktober vid Peking Union Medical Collage där kronprinsen talade. Höjdpunkten för Andersson var hans eget föredrag där han för första gången berättade om fynden av tänder från den så kallade Pekingmänniskan. 
Den största delen av tiden i Kina gick åt till planeringen av nästa expedition. Även Sven Hedin planerade en ny expedition. Andersson och Hedin kom därför överens om att samverka och att en expedition i gemensam regi skulle genomföras. Till följd av de starka nationalistiska strömningarna och den politiskt oroliga situationen i Kina vid denna tid uppstod en mängd olika intressekonflikter vilket resulterade i att kinesiska National Geological Survey, som Andersson varit med om att bygga upp under så lång tid, skulle komma att få ett väldigt begränsat inflytande över den kommande expeditionen, Hedins fjärde centralasiatiska expedition. Den 9 maj 1927 klev Andersson besviken på ett tåg i staden Harbin som skulle föra honom hem till Sverige genom Sibirien. 
Även om den mesta av tiden under denna resa hade gått åt till förhandlingar kring den planerade expeditionen använde Andersson samt kronprinsen, Lagrelius och Nyström en del av tiden att köpa in ytterligare föremål till samlingarna i Stockholm. 

## Grundandet av Östasiatiska museet och samlingarnas senare historia
I samarbete med Kinakommittén grundade Andersson 1926 Östasiatiska museet i Stockholm, efter ett riksdagsbeslut om att inrätta detta som ett nationellt museum för den svenska delen av de samlingar som Andersson fått tillstånd att ta till Sverige från de första vetenskapliga arkeologiska utgrävningarna någonsin i Kina, som han genomfört i egenskap av medarbetare vid den kinesiska National Geological Survey (Dizhi kaochasuo). Andersson var chef för museet fram till 1938 och efterträddes sedan av sinologen Bernhard Karlgren.
Den kinesiska delen av samlingarna skulle enligt ett svenskt-kinesiskt avtal återföras till Kinas regering av Andersson, vilket skedde 1927-1936 i sju sändningar, de första till Peking och de sista till den nya huvudstaden Nanking, eller Nanjing. En kinesisk utställning med dessa returnerade föremål sattes sedan upp i den nya byggnaden för den kinesiska National Geological Survey i Nanjing, där Andersson såg dem 1937, den sista gången de med säkerhet setts av någon (Andersson 1938, 1939). Många av dessa föremål, som inkluderar hundratals spektakulära förhistoriska målade keramiska kärl (sådana som också visas på Östasiatiska museet i Stockholm) kan eventuellt ha gått förlorade i kriget med Japan som invaderade Kina och staden Nanjing (se: Nanjingmassakern). De kan också ha försvunnit i Kina och kan till och med ha blivit kvar i Nanjing, men vad gäller de mest spektakulära samlingarna har efterforskningar hos olika kinesiska institutioner hittills varit fruktlösa. År 2006 återfann Pekings geologiska museum i sina magasin några skärvor och krukor som sannolikt kvarlämnats i Kina av Andersson. Man producerade en dokumentärfilm om detta fynd och om den kinesiska arkeologins och geologins historia, inklusive om Anderssons insatser, som utgavs 2007 och som recenserats 2010 av Magnus Fiskesjö, och visar på ett förnyat kinesiskt intresse att återfinna samlingarna.
2018 utkom en bok Polarforskaren som strandade i Kina av sinologen och vetenskapshistorikern Jan Romgard som beskriver hur Johan Gunnar Andersson och en grupp fältforskare från Sverige och Kina kom att delta i en av de mest rafflande men okända kapplöpningarna i vetenskapshistorien.